# فالمندويس
فالمندويس (بالفرنسية: Valmondois)‏ هي بلدية تقع في فرنسا في Canton of Vallée-du-Sausseron. يقدر عدد سكانها بـ 1,261 نسمة ومساحتها 4.59 كم2 .

## أعلام
- جورج دوهاميل
- أونوريه دومييه
- أنطوان دوهامل